# Septentrinna potosi
Espèce
Septentrinna potosi est une espèce d'araignées aranéomorphes de la famille des Corinnidae.

## Distribution
Cette espèce est endémique de l'État de San Luis Potosí au Mexique,.

## Description
Le mâle holotype mesure 6,5 mm et la femelle paratype 8,6 mm.

## Étymologie
Son nom d'espèce lui a été donné en référence au lieu de sa découverte, l'État de San Luis Potosí.

## Publication originale
- Bonaldo, 2000 : Taxonomia da subfamília Corinninae (Araneae, Corinnidae) nas regiões Neotropica e Neárctica. Iheringia (Zoologia), vol. 89, p. 3-148 (texte intégral).